# Powder Her Face
Powder Her Face es una ópera de cámara en dos actos, Op. 14 con música de Thomas Adès y libreto en inglés de Philip Hensher. 

## Historia
Dura 2 horas y 20 minutos. Fue un encargo de la Ópera Almeida, una parte del Teatro Almeida de Londres para representarse en el Festival de Música de Cheltenham.
El tema de la obra es la "Duquesa sucia" ("Dirty Duchess") Margaret, duquesa de Argyll, cuyas hazañas sexuales fueron motivo de escándalo y cotilleo en 1963 durante su proceso de divorcio. La ópera es explícita en su lenguaje y su detalle. 
Fue estrenada el 1 de julio de 1995 en Cheltenham, con Jill Gómez en el rol titular. Las críticas fueron en general buenas, pero la ópera se hizo célebre por su representación musical de una felación: la emisora de radio británica Classic FM la consideró inadecuada para transmitir.
Después del estreno hubo tres interpretaciones en Londres en el Teatro Almeida. El 8 de junio de 2006, hubo una representación en concierto en el Barbican Centre, Londres, con la Orquesta Sinfónica de Londres, dirigida por el compositor.
Desde el 11 hasta el 22 de junio de 2008, fue representada en el Linbury Studio Theatre en la Royal Opera House, Londres, con la Southbank Sinfonia dirigid por Timothy Redmond, y Joan Rodgers como la Duquesa.
Esta ópera rara vez se representa en la actualidad; en las estadísticas de Operabase aparece con sólo 5 representaciones en el período 2005-2010.

## Personajes
- Cuatro cantantes y un conjunto de 15 intérpretes (clarinete, saxofones, trompa, trompeta, trombón, percusión, arpa, piano, acordeón, quinteto de cuerda).

| Personaje | Tesitura          | Reparto del estreno, 1 de julio de 1995 (Brad Cohen) |
| --- | ----------------- | ---------------------------------------------------- |
| Duchess (La duquesa) | soprano dramática | Jill Gomez                                           |
| Hotel Manager (Gerente de hotel) , también Duke, Laundryman, Other guest (duque, hombre de la lavandería, otro invitado)                                                                    | bajo              | Roger Bryson                                         |
| Electrician (Electricista), también Lounge Lizard, Waiter, Priest, Rubbernecker, Delivery Boy (Uno que frecuenta los bares de moda, Camarero, Sacerdote, Turista, Repartidor de periódicos) | tenor             | Niall Morris                                         |
| Maid (Doncella), también Confidante, Waitress, Mistress, Rubbernecker, Society Journalist (Confidente, Camarera, Señora, Turista, Periodista de sociedad)                                   | soprano alta      | Valdine Anderson                                     |